# Tauraco leucolophus
Il turaco crestabianca (Tauraco leucolophus Heuglin, 1855) è un uccello della famiglia Musophagidae.

## Sistematica
Tauraco leucolophus non ha sottospecie, è monotipico.

## Distribuzione e habitat
Questo uccello è vive nell'Africa centrale, dalla Nigeria e il Sudan fino alla Repubblica Democratica del Congo e il Kenya.